# Tetragrammaton Records
Tetragrammaton Records — американский лейбл звукозаписи, основанный в конце 1960-х годов Роем Силвером, Брюсом Кемпбеллом, Марвином Дином и Биллом Косби. Слово «Тетраграмматон» в иудейской религиозной и каббалистической традициях — четырёхбуквенное Непроизносимое Имя Господа, считающееся собственным именем Бога.
Наиболее успешным предприятием лейбла был выпуск в США трёх первых студийных альбомов группы Deep Purple, а также концертного альбома Concerto for Group and Orchestra.
Лейбл «Tetragrammaton Records» обанкротился и закрылся в 1970 году.